# Badalamji
Badalamji (nep. बडलम्जी) – gaun wikas samiti w zachodniej części Nepalu w strefie Bheri w dystrykcie Dailekh. Według nepalskiego spisu powszechnego z 2011 roku liczył on 1164 gospodarstwa domowe i 6325 mieszkańców (3258 kobiet i 3067 mężczyzn).